# Premio nazionale per il paesaggio
Il Premio nazionale per il paesaggio viene conferito dal Ministero della cultura con cadenza biennale, ed è stato istituito nel 2016 con DM 457 del 7 Ottobre 2016.
Il progetto vincitore del Premio Nazionale per il Paesaggio diviene il candidato italiano per il Premio per il paesaggio del Consiglio d'Europa.
| Anno      | Edizione | Ente vincitore | Progetto | Vincitore del Premio per il Paesaggio del Consiglio d'Europa |
| --------- | -------- | --- | --- | ------------------------------------------------------------ |
| 2008/2009 | 1        | Circondario della Val di Cornia e Parchi Val di Cornia SpA | Il sistema dei Parchi della Val di Cornia |                                                              |
| 2010/2011 | 2        | Comune di Carbonia, Italia. | The Carbonia project: the landscape machine. | SI                                                           |
| 2012/2013 | 3        | Libera. Associazioni, nomi e numeri contro le mafie, Sicilia (Italia) | La rinascita dell’Alto Belice Corleone deal recupero delle terre confiscate alla mafia |                                                              |
| 2014/2015 | 4        | Associazione LUA (Laboratorio Urbano Aperto) | Parco Agricolo dei Paduli |                                                              |
| 2016/2017 | 5        | Università degli Studi di Palermo, Facoltà di Agraria e l’Azienda ‘Val Paradiso srl’, il ‘Giardino della Kolymbethra’ – FAI, l’Associazione di cultura e attività ferroviaria ‘Ferrovie Kaos’ e l’Azienda CVA Canicattì. | Il Parco Archeologico e Paesaggistico della Valle dei Templi |                                                              |
| 2018/2019 | 6        | Consorzio Uomini di Massenzatica | Tra terra ed acqua, un altro modo di possedere. Agricoltura, impresa sociale, paesaggio e sostenibilità per uno spazio identitario in continuo divenire: l’esperienza del Consorzio degli Uomini di Massenzatica |                                                              |
| 2020/2021 | 7        | Fondazione della Misericordia Maggiore di Bergamo, Italia. | Biodiversità negli spazi urbani. Bergamo e la Valle d'Astino. | Si                                                           |
| 2022/2023 | 8        | Impresa sociale Orti Generali di Torino | Orti Generali. La campagna arriva in città |                                                              |